# Eupithecia ferrearia
Eupithecia ferrearia là một loài bướm đêm trong họ Geometridae.